# هتل اورچارد کورت
هتل اورچارد کورت (به انگلیسی: Orchard Court) یک بلاک آپارتمانی در وست‌مینستر در انگلستان است. این بلاک در حال حاضر به عنوان یکی از هتل‌های تاریخی لندن بزرگ شناخته می‌شود.